# Gunung Mekar
Gunung Mekar is een bestuurslaag in het regentschap Lampung Timur van de provincie Lampung, Indonesië. Gunung Mekar telt 2958 inwoners (volkstelling 2010).